# 水上飛機（香港）航空
水上飛機（香港）航空是香港一間有限公司，標榜以頭等艙機票價格提供私人飛機包機、私人飛機租賃和共享出遊、包機共乘，服務由香港、上海、北京出發。公司以香港為基地，並計劃提供來往中國內地大灣區及東南亞地區的水上飛機民航服務，公司成立於2020年，至今完全未有申請任何航空公司執照，亦沒有任飛機。

## 歷史
水上飛機（香港）航空於2020年12月28日在香港註冊，並於2021年1月14日對外公佈公司成立，為香港首間以水上飛機為主的航空公司。
創辦人張敬龍表示，公司首階段計劃以香港本地提供觀光、空中的士及私人包機服務為主；次階段計劃以中國內地大灣區主要城市作為航點，並每天提供兩至四班的民航服務。未來計劃擴展航點至東南亞國家，包括菲律賓、越南和印尼等，並計劃在大灣區建立機師培訓設施。
2021年2月25日，香港政府表示，目前尚未收到水上飛機（香港）航空的牌照申請。另外由於水上飛機是嶄新服務，政府由收到申請起計需要至少一年的時間去審批。直至2024年元旦，該公司尚未獲得任何航空牌照。

## 機隊及航點
該公司網頁底部的免責聲明表示該公司沒有擁有及營運任何飛機。
免責聲明亦表示所有預訂將會由其他航空公司營運，實際上該公司猶如機票代辦公司。

## 爭議
該公司網頁表明提供24小時緊急醫療運送 (Medevac)，並表示可以聯絡其公司的「全球緊急應變與支援隊」(Global Emergency Response & Assistance Team, GERA)，但有關服務的所謂24小時聯絡熱線只是公司一般聯絡電話，而且完全沒有人接聽，電郵地址亦只是公司一般聯絡電郵，不但令人懷疑該公司是否真的有業務，而且更可能令急需緊急醫療運送專機的病人失去寶貴的搶救時間。
另一方面，該公司表示總部位於香港九龍尖沙咀柯士甸道西1號環球貿易廣場82樓01室。查實該地址只為虛擬辦公室提供者雷格斯在香港的業務。該服務提供者表明，任何公司只需月費港元928就能獲得「尊爵公司地址」及「郵件處理服務」。
該公司於2021年8月突然召開記者招待會表示會與香港某一間大學發明使用氫能燃料電池的自動駕駛且垂直起降的載人飛行器，唯當天不但沒有該大學的學者到場，該公司亦不能提供該大學的名稱，唯一一樣提供的只是該劃時代發明的概念圖。該項全新發明至今仍然未有任何消息。
該公司網站的免責聲明已經明確表示該公司沒有擁有以及沒有經營任何飛機，內容亦懷疑有錯別字，將「該公司並不是直接營運商 (it is not a direct carrier)」錯誤寫成「該公司並不是直接職業 (it is not a direct career)」，令人啼笑皆非，更令人懷疑該公司成立的目的是否與當年有相約免責條款的香港天線一樣只是一個為斂財的騙局。
(原文：Seaplane Hong Kong is a group of companies that offers air charter services. Currently, it is not a direct career and does not own or operate any aircraft. All flights will be operated by licensed EASA, US, or international air carriers,  services are subject to the terms and conditions.)

## 外部連結
水上飛機（香港）航空官方網站 （页面存档备份，存于）